# Rollancourt
Rollancourt település Franciaországban, Pas-de-Calais megyében. Lakosainak száma 273 fő (2022. január 1.). Rollancourt Béalencourt, Auchy-lès-Hesdin, Blangy-sur-Ternoise, Blingel, Fresnoy, Incourt és Vieil-Hesdin községekkel határos.

## Népesség
A település népessége az elmúlt években az alábbi módon változott:
| Lakosok száma | 318  | 314  | 361  | 307  | 294  | 281  | 280  | 277  | 273  |
|               | 2013 | 2015 | 2016 | 2017 | 2018 | 2019 | 2020 | 2021 | 2022 |